# Anakena
Anakena est une baie et une plage de sable blanc située sur l’île de Pâques dans le parc national de Rapa Nui et appartenant au Chili, dans l’océan Pacifique.

## Description
Située au nord de l'île, cette vaste plage de sable blanc s'est formée sur une baie atypique pour l’île dont l’essentiel de la côte est rocheuse et formée de roches noires volcaniques.

## Histoire
Selon la tradition orale, Anakena est le point de débarquement de Hotu Matu'a, ancêtre mythique des autochtones de l’île de Pâques, venu de « Hiva » (peut-être Hiva Oa ou Nuku Hiva) ; c’était la résidence de l’iwi (clan) Miru, revendiquant descendre de Hotu Matu’a et dont le chef (ariki) était l’Ariki Nui (« roi ») de l’île (les derniers héritiers du titre, Kaimakoi et son fils Maurata, ont été tués par des esclavagistes péruviens en 1862).
Cependant, Anakena présente deux plateformes cérémonielles (ahu) (plates-formes de pierre), sur lesquels se trouvent des Moaïs (ce qui semble indiquer que deux iwis ont résidé là) : Ahu Ature en a un seul moai et Ahu Nao-Nao en a sept, dont deux sont détériorés. 

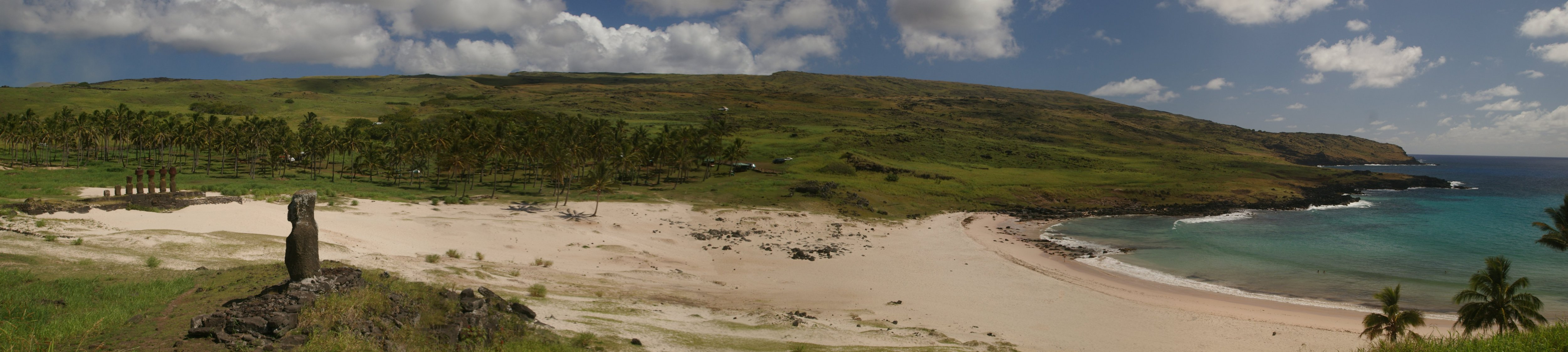
Panorama de la plage d’Anakena et de ses deux ahus, celui au premier plan a un Moai et celui en arrière-plan en a plusieurs.

## Voir aussi

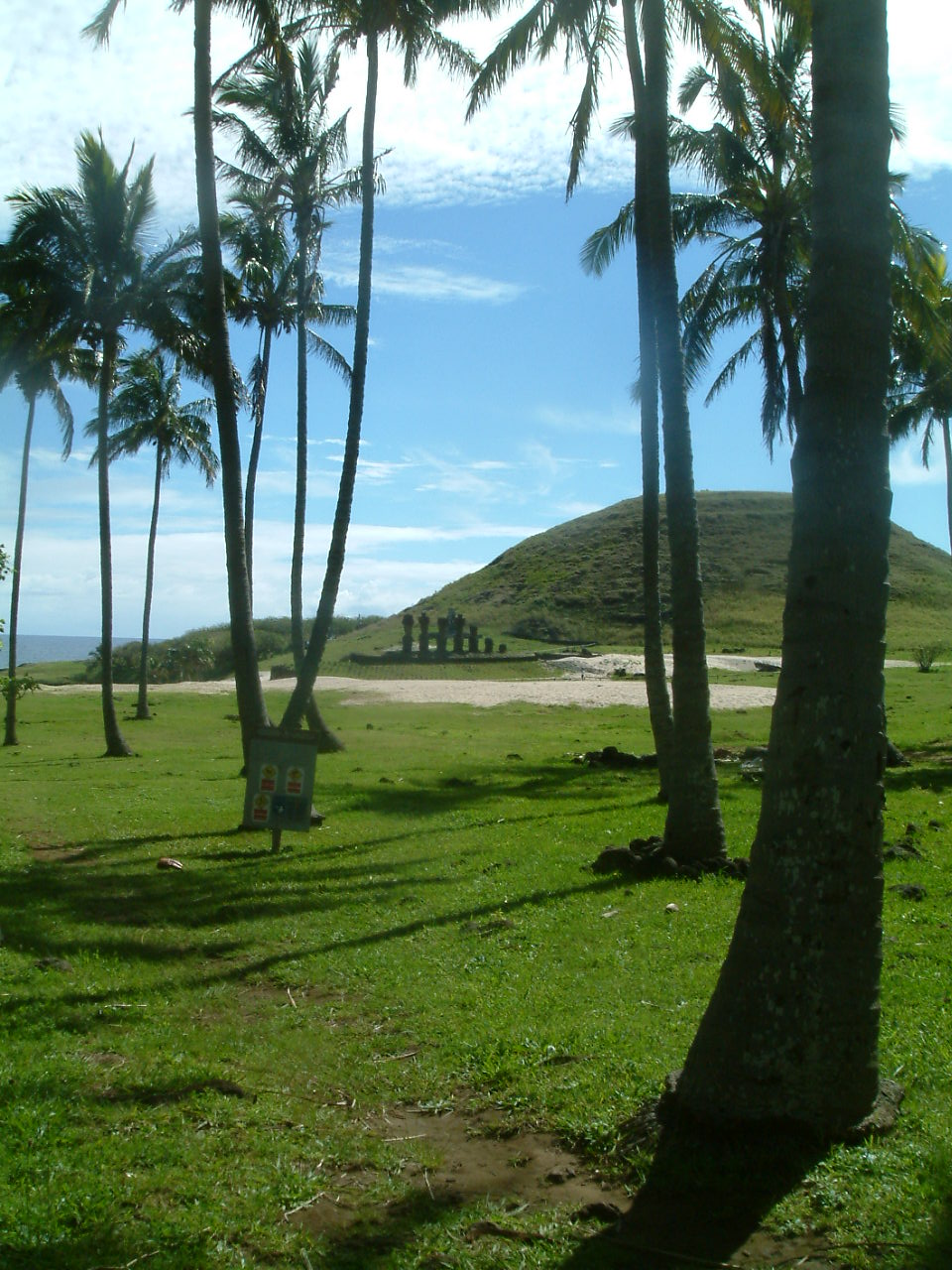
Site d'Anakena